# Muthöfe

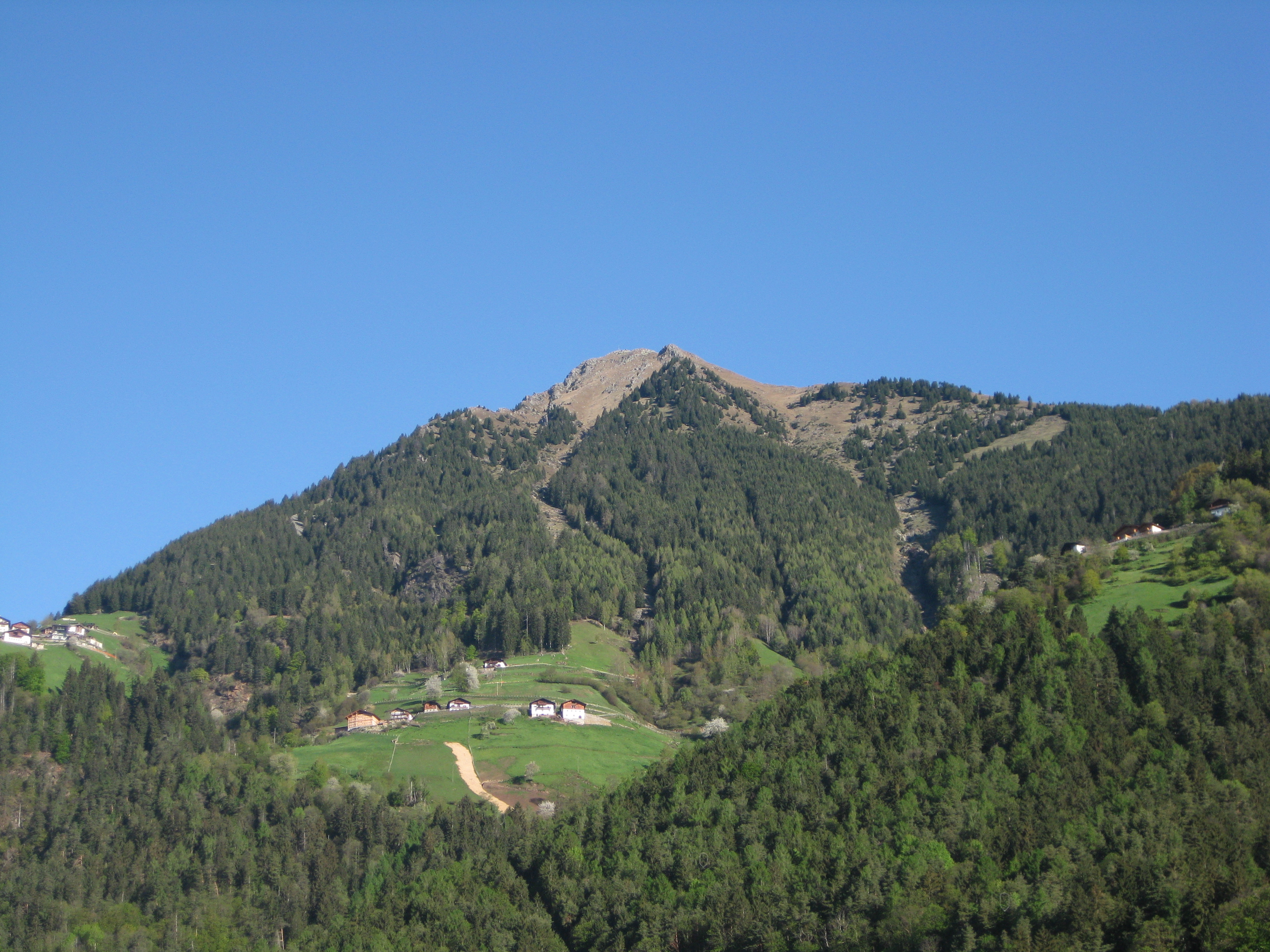
Die Muthöfe von Dorf Tirol aus gesehen mit dem Mutspitz dahinter

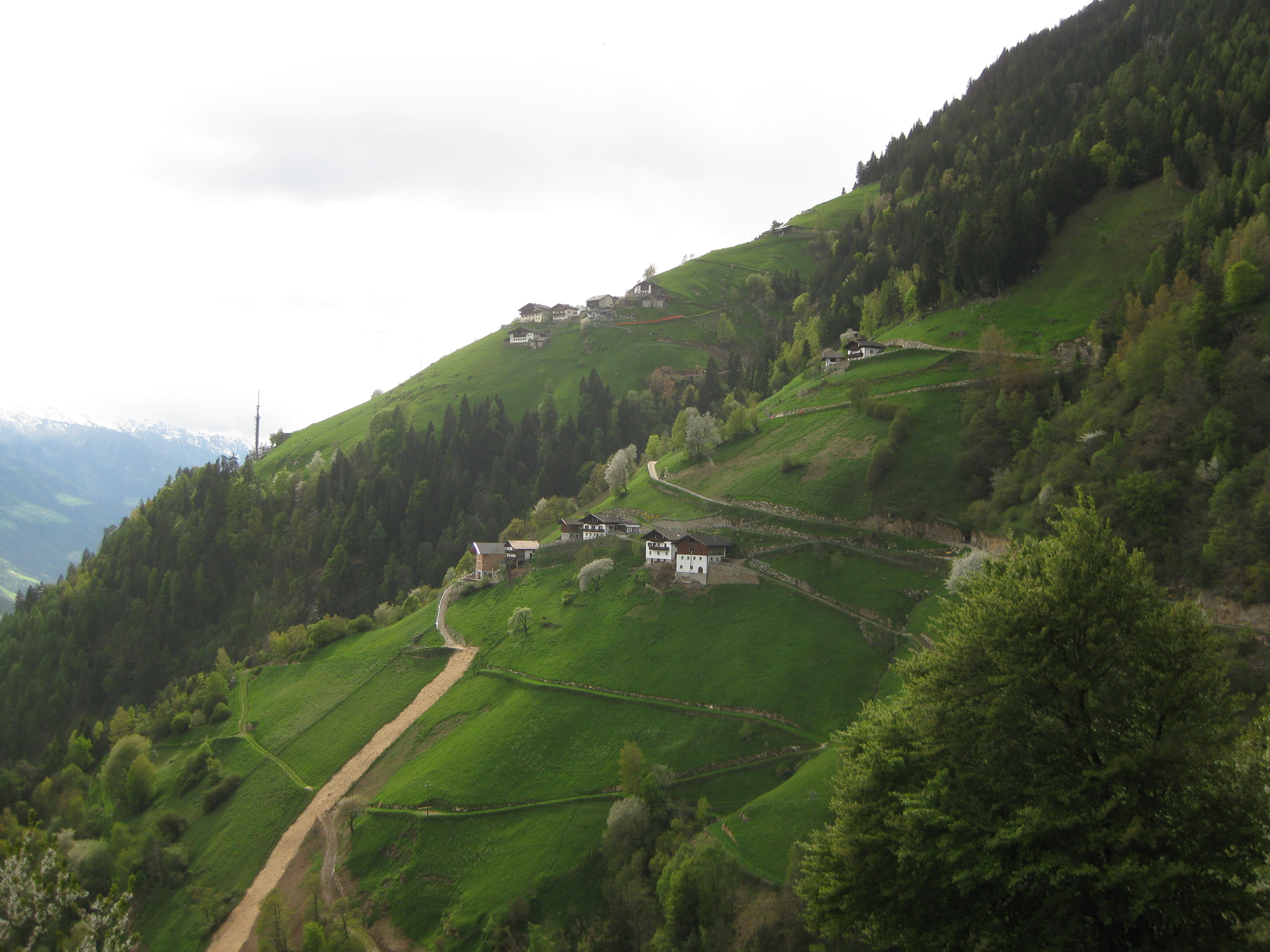
Blick auf die Muthöfe

Die Muthöfe sind zwischen etwa 1100 und 1500 m s.l.m. hoch gelegene Bergbauernhöfe oberhalb von Dorf Tirol und des Meraner Talkessels an den Südflanken des Mutspitz in Südtirol.

## Lage und Zufahrt
Die Muthöfe befinden sich in Steillagen oberhalb von Dorf Tirol an den Südhängen der Texelgruppe unterhalb des Mutspitz. Eine Höfezufahrt vom Tal aus wurde nach zwölfjähriger Bauzeit 2013 fertiggestellt, so dass die Bewohner nicht mehr auf Fußwege und Seilbahnen angewiesen sind.

## Geschichte
Die Anlage der Hofstellen erfolgte im Zuge des Siedlungsausbaues des 13. Jahrhunderts, als die Tiroler Landesfürsten auch im Burggrafenamt als ihrem engeren Herrschaftsbereich die Binnenkolonisation bis in die Hochlagen trieben. Ursprünglich handelte es sich hierbei um Schwaighöfe, die fixe Zinsabgaben in Form von Käsen an die landesfürstliche Kammer zu leisten hatten, also Viehlandwirtschaft betrieben.

## Tourismus
Der Meraner Höhenweg führt an den Muthöfen vorbei, die heute teilweise Gaststätten sind. Diese sind auch Ausgangsstationen für Wanderungen und Bergtouren im Naturpark Texelgruppe. Die Seilbahn Hochmuth befördert bis zu 20 Personen pro Fahrt von der Talstation zur Bergstation Hochmuth hinauf.